# István Tímár
István Tímár-Geng (Budapest, 7 de enero de 1940-Budapest, 4 de diciembre de 1994) fue un deportista húngaro que compitió en piragüismo en la modalidad de aguas tranquilas.
Participó en los Juegos Olímpicos de México 1968, obteniendo dos medallas, plata en la prueba de K2 1000 m y bronce en la prueba de K4 1000 m. Ganó cuatro medallas en el Campeonato Mundial de Piragüismo entre los años 1963 y 1971, y cinco medallas en el Campeonato Europeo de Piragüismo entre los años 1963 y 1969.

## Palmarés internacional
| Juegos Olímpicos   | Juegos Olímpicos          | Juegos Olímpicos  | Juegos Olímpicos |
| Año                | Lugar                     | Medalla           | Evento           |
| ------------------ | ------------------------- | ----------------- | ---------------- |
| 1968               | Ciudad de México (México) | Medalla de plata  | K2 1000 m        |
| 1968               | Ciudad de México (México) | Medalla de bronce | K4 1000 m        |
| Campeonato Mundial |                           |                   |                  |
| Año                | Lugar                     | Medalla           | Evento           |
| 1963               | Jajce (Yugoslavia)        | Medalla de oro    | K2 10 000 m      |
| 1963               | Jajce (Yugoslavia)        | Medalla de oro    | K4 10 000 m      |
| 1970               | Copenhague (Dinamarca)    | Medalla de bronce | K4 1000 m        |
| 1971               | Belgrado (Yugoslavia)     | Medalla de plata  | K4 10 000 m      |
| Campeonato Europeo |                           |                   |                  |
| Año                | Lugar                     | Medalla           | Evento           |
| 1963               | Jajce (Yugoslavia)        | Medalla de oro    | K2 10 000 m      |
| 1963               | Jajce (Yugoslavia)        | Medalla de oro    | K4 10 000 m      |
| 1967               | Duisburgo (RFA)           | Medalla de bronce | K2 1000 m        |
| 1969               | Moscú (URSS)              | Medalla de bronce | K2 1000 m        |
| 1969               | Moscú (URSS)              | Medalla de oro    | K2 10 000 m      |